# 斯洛文尼亚丘陵内圣安娜

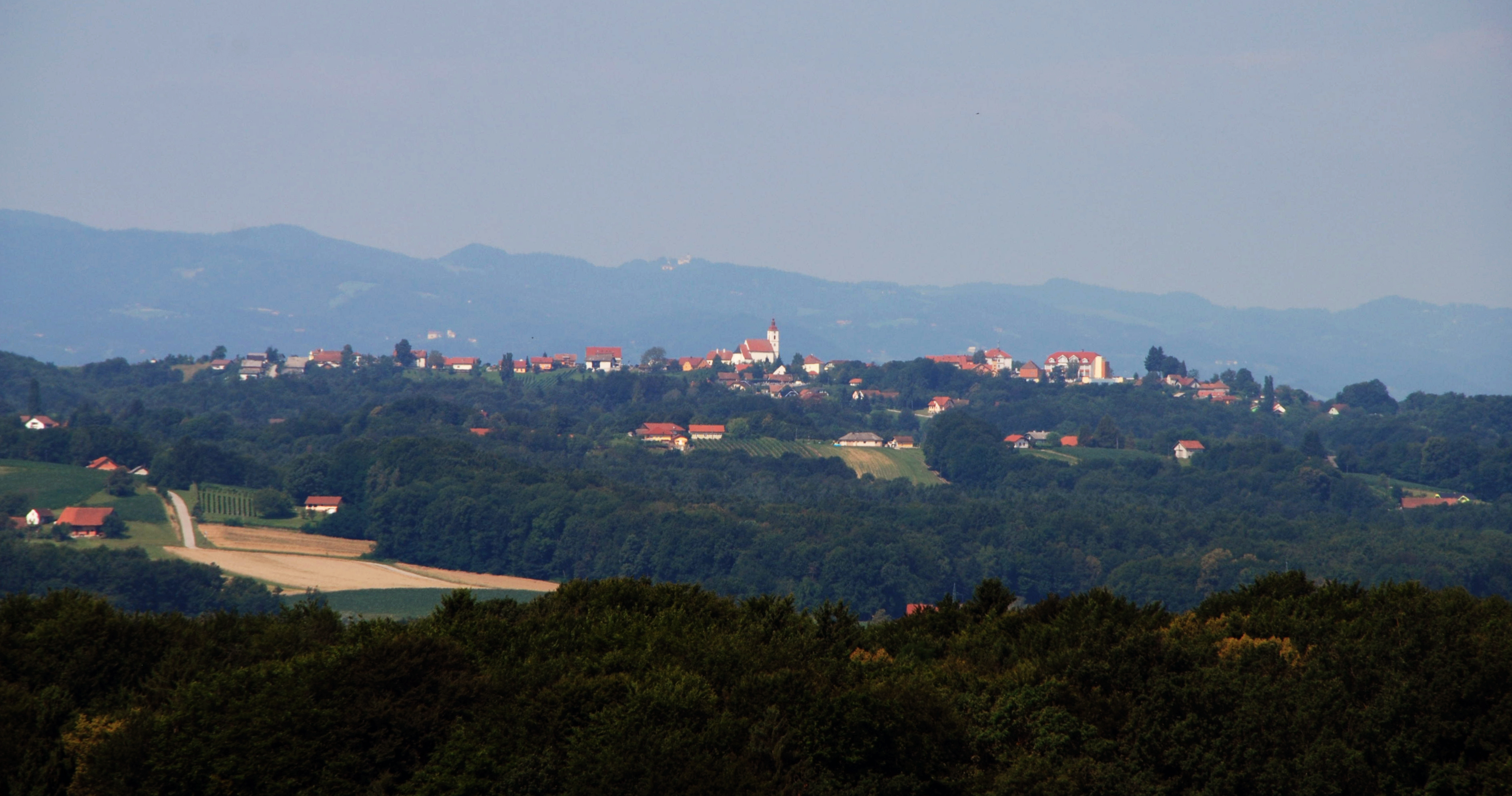
斯洛文尼亚丘陵内圣安娜

斯洛文尼亚丘陵内圣安娜是斯洛文尼亞東北部圣安娜市镇内的城鎮及行政中心。面積0.7平方公里，2012年人口159。人口密度約243人/km2。

## 外部連結
- 维基共享资源上的相關多媒體資源：斯洛文尼亚丘陵内圣安娜
- Sveta Ana v Slovenskih Goricah on Geopedia （页面存档备份，存于）